# 八剣神社 (名古屋市守山区大森)

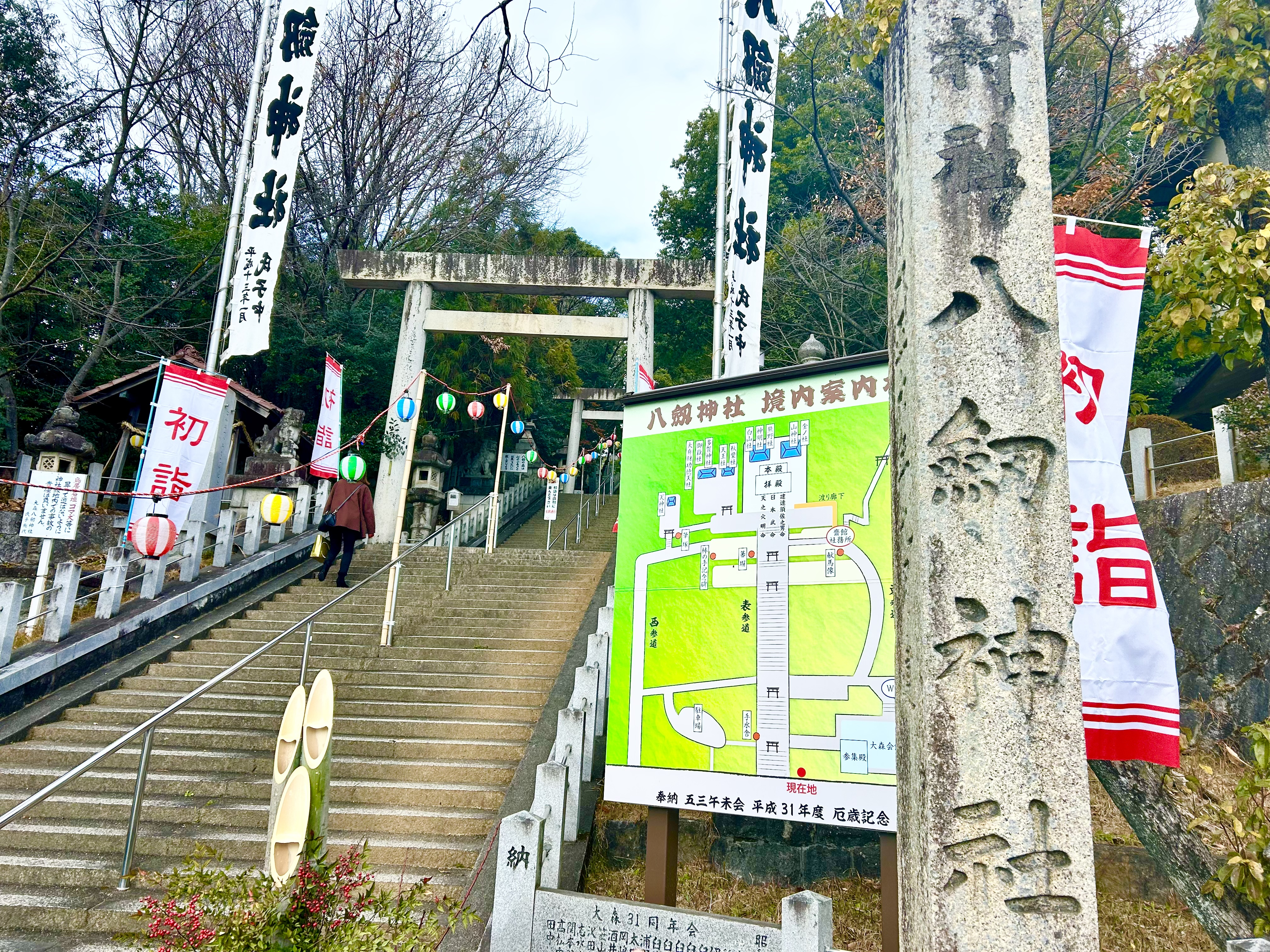
表参道の石段（2022年（令和4年）12月31日）

八剣神社（やつるぎじんじゃ）は、愛知県名古屋市守山区大森に鎮座する神社。

## 概要
八剣神社は大森地区の氏神として鎮座。表参道の石段が約140段ある。
創建については明かではないが、延暦十二癸酉年（793年）の頃、山田の連（やまだのむらじ）が祭祀を行ったと伝えられる。

## 歴史
- 793年（延暦12年） - 大森北八剣に創建。
- 1760年（宝暦10年） - 元郷に移される。大森中央公園の西側（元郷1丁目1000番地付近）[2]。
- 1927年（昭和2年） - 現在の場所に移される。
- 1872年（明治5年）7月 - 村社に列する。
- 1907年（明治40年）10月26日 - 供進の指定をうける。この当時は、元字中町田669番地（現・元郷1丁目）に鎮座。
- 1926年（大正15年）10月13日 - 許可をうけ、1927年（昭和2年）4月15日に現在の場所に遷座した。
- 1959年（昭和34年）9月26日 - 伊勢湾台風により、拝殿、手水舎を大破せしも、1960年（昭和35年）10月拝殿を復旧。
- 1972年（昭和47年） - 境内を改修整備。
- 1979年（昭和54年）10月 - 本殿を改修、幣殿を新築。
- 1980年（昭和55年）3月 - 向拝を増設。同年4月、11等級を8等級に昇級した[3]。

## 御祭神
- 建速須佐之男命（たけはやすさのおのみこと）

## 相殿神
- 日本武命（やまとたけるのみこと）
- 天之火明命（あめのほあかりのみこと）

## 交通アクセス

### 鉄道
名古屋鉄道（名鉄）
■ 瀬戸線 大森・金城学院前駅から徒歩で約1分。